# Råholt
Råholt este o localitate din comuna Eidsvoll și Ullensaker, provincia Akershus, Norvegia, cu o suprafață de 7,85 km² și o populație de 11.411 locuitori (2013).